# Кючуккьой (дем Драма)
Вижте пояснителната страница за други значения на Кючуккьой.
Кючуккьой (гръцки: Μικροχώρι, Микрохори, катаревуса Μικροχώριον, Микрохорион, до 1927 година Κιουτσούκ Κιόι, Кюцук Кьой) е село в Република Гърция, разположено на територията на дем Драма в област Източна Македония и Тракия.

## География
Селото е разположено на 90 m надморска височина в Драмското поле на около 6 километра югоизточно от град Драма.

## История

### В Османската империя
В началото на XX век Кючуккьой е село в Драмска кааза на Османската империя. Според статистиката на Васил Кънчов („Македония. Етнография и статистика“) в 1900 година Кючукъ Чифликъ има 50 жители, всички българи.

### В Гърция
След Междусъюзническата война от 1913 година селото остава в пределите на Гърция. Не се споменава в гръцките преброявания от 1913 и 1920 година. В 20-те години в него са настанени 112 семейства гърци бежанци. В 1927 година турското име на селото, означаващо Малко село, е преведено на гръцки като Микрохори.
Населението произвежда памук, жито, фуражни и други земеделски култури, а се занимава частично и с краварство.
| Година    | 1913 | 1920 | 1928 | 1940 | 1951 | 1961 | 1971 | 1981 | 1991 | 2001 | 2011 | 2021 |
| --------- | ---- | ---- | ---- | ---- | ---- | ---- | ---- | ---- | ---- | ---- | ---- | ---- |
| Население |      |      | 492  | 769  | 726  | 697  | 438  | 472  | 542  | 570  | 630  | 598  |